# 니키포로스 2세 포카스
니키포로스 2세 포카스(그리스어: Νικηφόρος Β΄ Φωκάς, 912년경 –969년)는 10세기 동로마 제국의 유능한 장군 출신 황제(재위기간:963-969)로 연이은 군사적 성공을 이끌었다. 그러나 외교적으로는 실패하였다.

## 어린 시절
니키포로스 포카스는 동로마 제국의 유명한 장군들을 배출한 카파도키아 출신 포카스 가문에서 912년경 태어났다. 아버지 바르다스 포카스를 비롯하여 할아버지, 삼촌 레온 포카스는 모두 제국의 방위에 큰 공을 세운 유능한 장군들이었다. 니키포로스는 어린 나이에 군문에 입문하여 두각을 나타내었고 945년 콘스탄티노스 7세는 아나톨리콘 테마의 군사 총독으로 임명되었다.
그는 엄청난 힘과 냉철하고 두려움 없는 태도를 지닌 탁월한 군인으로 군사적인 재능 외에는 수도사처럼 검소하게 살면서 종교적으로 독실했다.
로마노스 2세의 치세 때에는 그는 동생 레온 포카스는 동방을, 자신은 제국 서방을 맡는 사령관으로 임명되어 용맹을 떨쳤고 960년부터는 크레타섬을 수복하는 원정에 나서서 1년여에 걸친 공방전 끝에 끝내 크레타를 제국의 영토로 수복하는 데 성공하였고 백성의 인기를 한몸에 받았다.
니키포로스는 크레타 수복 이후 동방으로 건너가 동생 레온의 군대와 합세하여 제국 동방의 이슬람 세력을 공격하였고 알레포를 점령하는 데 성공하였다.

## 황제 즉위
963년 3월 로마노스 황제가 어린 아들들을 남겨놓고 갑자기 죽자 황후 테오파노는 자신과 아들들의 보호자가 필요했다. 테오파노는 니키포로스와 연합하여 오래 전부터 포카스를 시기하던 환관 요세푸스 브링가스와 맞섰다.
민중의 인기를 얻은 니키포로스는 콘스탄티노폴리스로 진격하여 요세푸스 브링가스를 물리치고 황제가 되었다. 황제가 된 후 니케포루스는 황후 테오파노와 결혼하였다.
그러나 이 결혼은 몇 가지 종교적 문제점을 가지고 있었다. 니키포로스는 이미 사별한 아내가 있었고 그때 평생 독신으로 살겠다고 맹세하였으며 테오파노의 자식들의 대부였기 때문에 기독교적 입장에서는 혼인무효의 결혼이었던 것이다. 완고한 콘스탄티노폴리스 총대주교 폴리에우크토스는 당연히 이 결혼을 반대하였으나 결국 무마되었다.
사실 니키포로스는 간단히 결혼을 무효화하고 테오파노를 수녀원으로 보내면 해결될 문제였지만 니키포로스는 끝까지 테오파노를 자신의 아내로 삼으려고 노력하였다.

## 군사적 성공과 서투른 외교
니키포로스는 타고난 군인이었고 964년부터는 이슬람 세력과의 전쟁을 재개하였다. 이듬해 타르수스를 점령하고 668년 콘스탄티노스 4세와 칼리프 아부드 알말리크의 조약 이래 비무장공동지역으로 관리되어오던 키프로스를 점령하여 제국의 영토로 만들었고 969년에는 안티오키아가 그리스도교권으로 수복되었다. 니키포로스는 동방에서는 이렇듯 빛나는 전과를 올렸지만 불가리아와의 외교에서는 실책을 범했다.
불가리아와의 외교적 분쟁이 벌어지자 그는 키예프 공국의 스뱌토슬라프 1세 대공에게 상당한 지원금을 약속하고 대신 불가리아를 침공할 것을 부탁했는데 이것은 더 큰 적을 불러들이는 역할을 했다.
또한 서유럽과의 관계에서도 신성로마제국의 황제 오토 1세를 지나치게 모욕을 주었고 오토 1세는 이탈리아의 동로마 제국의 영토를 자신의 것으로 선언하는 등 서유럽과의 관계가 소원해졌다.

## 말년과 암살
군사적 능력에도 불구하고 말년의 니키포로스는 정치권력에 오만해지고 성질도 급해지고 고압적으로 변했다. 그는 지주와 귀족들에게 유리한 정책을 폈고 교회의 재산을 제한하는 정책으로 교회마저 그에게 등을 돌렸으며 지나친 과세로 민중은 점점 그에게서 희망을 잃게 되었다.
그러던중 황후 테오파노는 남편의 옛 동료이자 총사령관인 요안니스 치미스키스와 사랑에 빠졌다. 니키포로스에게 관직을 박탈당한 요안니스는 니키포로스를 암살할 모의를 테오파노와 함께 꾸몄다.
969년 12월 10일 여자로 변장해 황궁에 침입한 요안니스와 그의 음모자들에게 암살당했고 요안니스는 황제의 지위에 올랐다.
| 전임 로마노스 2세 (959 - 963) | 동로마 제국의 황제 963년 - 969년 | 후임 요안니스 1세 (969 - 976) |